# Alambra
Alambra (gr. Αλάμπρα) – wieś w Republice Cypryjskiej, w dystrykcie Nikozja. W 2011 roku liczyła 1585 mieszkańców.